# SUN
El SUN es un aparato eléctrico usado para calentar agua, café, té o cualquier otro líquido. La palabra es un acrónimo derivada de "Soy Una Novedad". Fue inventado por el uruguayo Carlos Caggiani en 1962, quien lo patentó en 1963. En 1964 vendió la patente.
Está formado por un conductor forrado conectado, en un extremo, a una resistencia de cromo-níquel para evitar contaminación del líquido y, por el otro, a un enchufe que se conecta a la corriente eléctrica. Para su utilización se debe colocar la resistencia dentro del líquido y luego conectarlo a la corriente eléctrica. Es común que, por descuido, se conecte a la corriente eléctrica sin antes colocar la resistencia en el agua, lo que ocasiona que ésta se queme. Mientras el SUN esté conectado a la corriente eléctrica no se debe tocar el agua porque se corre peligro de electrocución.
En febrero del 2010 la Unidad Reguladora de Servicios de Energía y Agua (Ursea) prohibió la comercialización de este dispositivo en Uruguay. Según explicó Emilio González, director de este organismo,

Son calentadores de agua donde la tensión está en contacto directo con el agua, lo cual está explícitamente prohibido, es un elemento de "clase cero" y si bien no hay información de muertes sí hay muchos casos de accidentes y no vamos a esperar a que haya un deceso para prohibirlo.

La resolución de la Ursea se fundamenta en que el SUN no cumple los requisitos esenciales de seguridad establecidos en el "Reglamento de Seguridad del Equipamiento Eléctrico de Baja Tensión (RSEEBT)". El "equipamiento de baja tensión" incluye los artefactos con menos de 1000 voltios y abarca una amplia gama, desde electrodomésticos, a cables, fichas, interruptores y calentadores de agua instantáneos. Estos artefactos se catalogan en clases, numeradas del cero en adelante. La clase cero incluye a los equipamientos cuya protección depende del entorno y no del aparato en sí y están explícitamente prohibidos. La comercialización del SUN también está prohibida en Argentina y Paraguay. el dispositivo, fue reemplazado por la jarra térmica, mucho más segura y equipada con una llave térmica que apaga el dispositivo una vez el agua llega a su punto de ebullición.